# Saltos ornamentais no Campeonato Mundial de Esportes Aquáticos de 2017 - Trampolim 1 m individual masculino
A prova de trampolim 1 m individual masculino dos saltos ornamentais no Campeonato Mundial de Esportes Aquáticos de 2017 foi realizada entre os dias 14 de julho e 16 de julho, em Budapeste, Hungria.

## Calendário
| Fase              | Data        | Hora  |
| ----------------- | ----------- | ----- |
| Rodada preliminar | 14 de julho | 11:00 |
| Final             | 16 de julho | 15:30 |

## Medalhistas
| Ouro                | Prata         | Bronze               |
| Peng Jianfeng (CHN) | He Chao (CHN) | Giovanni Tocci (ITA) |

## Resultados
Cinquenta e um atletas disputaram esta rodada e puderam saltar seis vezes. Os doze atletas com as maiores pontuações avançaram à final.
| Pos.              | Saltador           | Nacionalidade        | Preliminar | Preliminar | Final       | Final       |
| Pos.              | Saltador           | Nacionalidade        | Pontos     | Pos.       | Pontos      | Pos.        |
| ----------------- | ------------------ | -------------------- | ---------- | ---------- | ----------- | ----------- |
| Medalha de ouro   | Peng Jianfeng      | China                | 435.15     | 1          | 448.40      | 1           |
| Medalha de prata  | He Chao            | China                | 431.35     | 2          | 447.20      | 2           |
| Medalha de bronze | Giovanni Tocci     | Itália               | 410.60     | 3          | 444.25      | 3           |
| 4                 | Patrick Hausding   | Alemanha             | 403.80     | 4          | 439.25      | 4           |
| 5                 | Michael Hixon      | Estados Unidos       | 384.80     | 5          | 439.15      | 5           |
| 6                 | Oleh Kolodiy       | Ucrânia              | 374.80     | 6          | 419.05      | 6           |
| 7                 | Steele Johnson     | Estados Unidos       | 360.15     | 12         | 392.50      | 7           |
| 8                 | Jahir Ocampo       | México               | 361.05     | 11         | 379.00      | 8           |
| 9                 | James Heatly       | Reino Unido          | 364.00     | 9          | 374.50      | 9           |
| 10                | Ross Haslam        | Reino Unido          | 367.60     | 8          | 357.90      | 10          |
| 11                | Ilia Molchanov     | Rússia               | 373.70     | 7          | 351.90      | 11          |
| 12                | Kim Yeong-nam      | Coreia do Sul        | 361.15     | 10         | 347.10      | 12          |
| 13                | Nikita Shleikher   | Rússia               | 360.05     | 13         | Não avançou | Não avançou |
| 13                | Woo Ha-ram         | Coreia do Sul        | 360.05     | 13         | Não avançou | Não avançou |
| 15                | Matthieu Rosset    | França               | 358.80     | 15         | Não avançou | Não avançou |
| 16                | Illya Kvasha       | Ucrânia              | 349.20     | 16         | Não avançou | Não avançou |
| 17                | Constantin Blaha   | Áustria              | 348.20     | 17         | Não avançou | Não avançou |
| 18                | Guillaume Dutoit   | Suíça                | 346.80     | 18         | Não avançou | Não avançou |
| 19                | Tommaso Rinaldi    | Itália               | 340.15     | 19         | Não avançou | Não avançou |
| 20                | Daniel Restrepo    | Colômbia             | 339.50     | 20         | Não avançou | Não avançou |
| 21                | Andrzej Rzeszutek  | Polónia              | 336.60     | 21         | Não avançou | Não avançou |
| 22                | Nicolás García     | Espanha              | 336.15     | 22         | Não avançou | Não avançou |
| 23                | Alberto Arevalo    | Espanha              | 333.05     | 23         | Não avançou | Não avançou |
| 24                | Kevin Chávez       | Austrália            | 330.10     | 24         | Não avançou | Não avançou |
| 25                | Ooi Tze Liang      | Malásia              | 325.70     | 25         | Não avançou | Não avançou |
| 26                | James Connor       | Austrália            | 323.40     | 26         | Não avançou | Não avançou |
| 27                | Adán Zúñiga        | México               | 322.80     | 27         | Não avançou | Não avançou |
| 28                | Jonathan Suckow    | Suíça                | 317.30     | 28         | Não avançou | Não avançou |
| 29                | Mohab Mohymen      | Egito                | 317.05     | 29         | Não avançou | Não avançou |
| 30                | Ahmad Azman        | Malásia              | 313.00     | 30         | Não avançou | Não avançou |
| 31                | Lee Mark Han Ming  | Singapura            | 312.30     | 31         | Não avançou | Não avançou |
| 32                | Yona Knight-Wisdom | Jamaica              | 310.25     | 32         | Não avançou | Não avançou |
| 33                | Ian Matos          | Brasil               | 303.30     | 33         | Não avançou | Não avançou |
| 34                | Alejandro Arias    | Colômbia             | 302.50     | 34         | Não avançou | Não avançou |
| 35                | Lou Massenberg     | Alemanha             | 300.85     | 35         | Não avançou | Não avançou |
| 36                | Juho Junttila      | Finlândia            | 296.15     | 36         | Não avançou | Não avançou |
| 37                | Timothy Lee        | Singapura            | 289.50     | 37         | Não avançou | Não avançou |
| 38                | Juraj Melša        | Croácia              | 289.30     | 38         | Não avançou | Não avançou |
| 39                | Frandiel Gómez     | República Dominicana | 287.35     | 39         | Não avançou | Não avançou |
| 40                | Rafael Quintero    | Porto Rico           | 285.90     | 40         | Não avançou | Não avançou |
| 41                | Liam Stone         | Nova Zelândia        | 282.65     | 41         | Não avançou | Não avançou |
| 42                | Carlos Escalona    | Cuba                 | 282.20     | 42         | Não avançou | Não avançou |
| 43                | Diego Carquin      | Chile                | 265.95     | 43         | Não avançou | Não avançou |
| 44                | Botond Bóta        | Hungria              | 265.45     | 44         | Não avançou | Não avançou |
| 45                | Ammar Hassan       | Egito                | 260.65     | 45         | Não avançou | Não avançou |
| 46                | Donato Neglia      | Chile                | 256.80     | 46         | Não avançou | Não avançou |
| 47                | Jouni Kallunki     | Finlândia            | 245.10     | 47         | Não avançou | Não avançou |
| 48                | Joey van Etten     | Países Baixos        | 243.95     | 48         | Não avançou | Não avançou |
| 49                | Abel Ligart        | Hungria              | 238.30     | 49         | Não avançou | Não avançou |
| 50                | Arturo Valdes      | Cuba                 | 211.40     | 50         | Não avançou | Não avançou |
| 51                | Mikita Tkachou     | Bielorrússia         | 206.40     | 51         | Não avançou | Não avançou |

Legenda
| Recorde mundial       | Recorde mundial (World record)               |                       | Recorde africano                      | Recorde africano (African) |                                           | Q | Classificado por posição (Qualified) |
| Recorde do campeonato | Recorde do campeonato (Championship record)  | Recorde da América    | Recorde da América (Americas)         | q                          | Classificado por melhor tempo (Qualified) |   |                                      |
| Melhor marca do ano   | Melhor marca do ano (World leading)          | Recorde asiático      | Recorde asiático (Asian)              | DNS                        | Não largou (Did not start)                |   |                                      |
| Recorde nacional      | Recorde nacional (National record)           | Recorde europeu       | Recorde europeu (European)            | DNF                        | Não terminou (Did not finish)             |   |                                      |
| Recorde pessoal       | Recorde pessoal do atleta (Personal best)    | Recorde da Oceania    | Recorde da Oceania (Oceania)          | DSQ / DQ                   | Desclassificado (Disqualified)            |   |                                      |
| Recorde da temporada  | Recorde da temporada do atleta (Season best) | Recorde sul-americano | Recorde sul-americano (South America) | NM                         | Sem marca (No mark)                       |   |                                      |